# Chaudrée de poisson des Bermudes
Pour l’article homonyme, voir Chaudrée.
La chaudrée de poisson des Bermudes est une soupe qui est considérée comme le plat national des Bermudes,. Ses ingrédients de base sont le poisson, les tomates et les oignons, assaisonnés de rhum noir et de « sauce aux poivrons de sherry ». On pense que la recette a été mise au point par les colonisateurs britanniques des Bermudes au XVIIe siècle.

## Recettes
Les ingrédients de base de la chaudrée de poisson des Bermudes sont le fumet de poisson, les filets de poisson et la purée de tomates. Les autres ingrédients sont généralement des légumes, des herbes et des épices.
Il existe de nombreuses variantes à partir des ingrédients de base. Une recette utilise une tasse d'oignon, de céleri et de carotte hachés ainsi que des jarrets de porc en dés et un trait de sauce Worcestershire. Une autre utilise des filets de poisson blanc (cabillaud, mérou ou vivaneau), des oignons, des carottes, du céleri, de l'ail haché, du beurre non salé, du laurier, du thym, du piment de Jamaïque, de la sauce Worcestershire, du rhum noir et de la sauce au poivre de Xérès. D'autres types de poissons peuvent être utilisés comme le poisson de roche ou le bar.
La consistance de la chaudrée de poisson des Bermudes est beaucoup plus légère que celle des chaudrées épaissies avec du lait ou de la crème. Elle est parfois comparée à la bouillabaisse.

## Condiments traditionnels
Les recettes traditionnelles sont assaisonnées de rhum noir et de « sauce au poivre de Xérès », une sauce piquante faite de piments marinés dans du Xérès et des épices,. La Outerbridge's Original Peppers Sauce, fabriquée localement, est l'une des rares exportations des Bermudes. On dit que la soupe de poisson des Bermudes doit inclure la sauce Outerbridge's. Le rhum Black Seal fabriqué par le distillateur bermudien Gosling Brothers est également considéré comme le rhum traditionnel pour aromatiser la soupe.